# Corydoras julii
Cá chuột Julii (Danh pháp khoa học: Corydoras julii) là một loài cá trong họ Callichthyidae, chúng được ưa chuộng để nuôi làm cá cảnh.

## Đặc điểm
Cá chuột Juli là một trong những loài cá chuột thường được ưa chuộng nhiều nhất vì cơ thể đẹp theo những sọc đốm. Da của chúng có một màu trắng xám, màu gần như trong suốt với đốm đen. Chúng phát triển dài ít hơn 2,5 inch. Chúng là loài cá ôn hòa và sẽ là tốt khi nuôi trong một bể nuôi cá với loài cá khác. Một bầy nhỏ nên được giữ trong một thùng ít nhất 20 gallon.
Việc phân biệt giới tính của cá chuột không phải là rất khó khăn trong điều kiện chúng được ăn uống đầy đủ và trong tình trạng tốt. Con cái hơi tròn hơn so với con đực.

## Thức ăn
Cá chuột Juli là loài ăn xác thối và động vật ăn tạp, chúng sẽ ăn thức ăn chìm xuống đáy hồ. Chúng nên được cho ăn viên chìm chất lượng cao để đảm bảo dinh dưỡng hợp lý nhưng cũng sẽ ăn thực phẩm rơi xuống phía dưới.

## Sinh sản
Cá chuột juli đẻ trứng trong thảm thực vật dày đặc và cá bố mẹ không bảo vệ trứng của mình.